# فلت (تكساس)
فلت (بالإنجليزية: Flat, Texas)‏ هي unincorporated community of the United States of America تقع في الولايات المتحدة في مقاطعة كورييل (تكساس). يقدر عدد سكانها بـ 861 نسمة ومساحتها 148.6 كم2 وترتفع عن سطح البحر 560.5 متر.